# Claudius

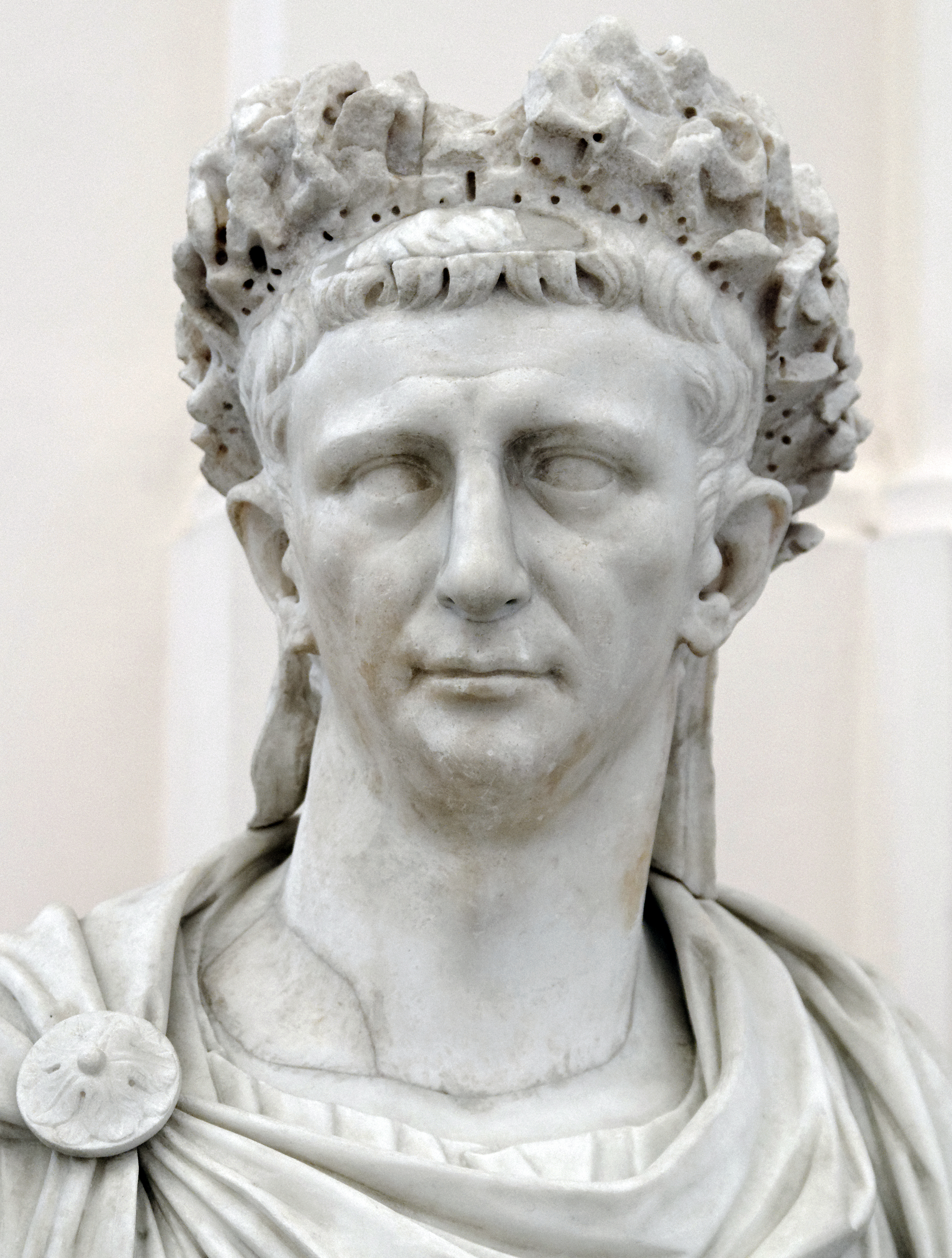
Tiberius Claudius Caesar Augustus Germanicus

Tiberius Claudius Caesar Augustus Gemanicus (n. 1 august 10 î.Hr., Lugdunum, Imperiul Roman, Galia – d. 13 octombrie 54 d.Hr., Roma, Imperiul Roman) a fost al patrulea împărat roman al dinastiei iulio-claudiene; a domnit din anul 41 până în anul 54.
Fiu al generalului Drusus (fratele lui Tiberius) și al Antoniei Minor, frate mai tânăr al generalului Gemanicus, născut la Lugdunum (Lyon), Claudius nu participă până la urcarea pe tron, din cauza unei sănătăți mai șubrede și a unor infirmități congenitale, la viața politică, preferând o existență retrasă, consacrată studiului. Este proclamat împărat de către pretorieni la asasinarea nepotului său Caligula și recunoscut apoi de către senat. 
În timpul domniei sale începe construcția unui sistem defensiv de fortificații pe Rin și Dunăre, provinciile beneficiază de o bună administrare și o bogată activitate edilitară (șosele, apeducte, porturi). Acordarea cetățeniei romane locuitorilor unor orașe din afara Italiei, îi atrage ostilitatea cercurilor senatoriale.
În timpul domniei lui Claudius începe cucerirea Britanniei, care devine cea mai vestică provincie a Imperiului Roman. În 44 Iudeea și în 46 Tracia sunt transformate în provincii romane. După executarea Messalinei, cea de-a treia soție, în 48, acuzată de Narcissus de complot, Claudius se căsătorește în 49 cu Agrippina Minor Iulia și-l adoptă pe fiul acesteia, Nero, care-i va urma la tron. Moare otrăvit de noua sa soție.

## Domnia

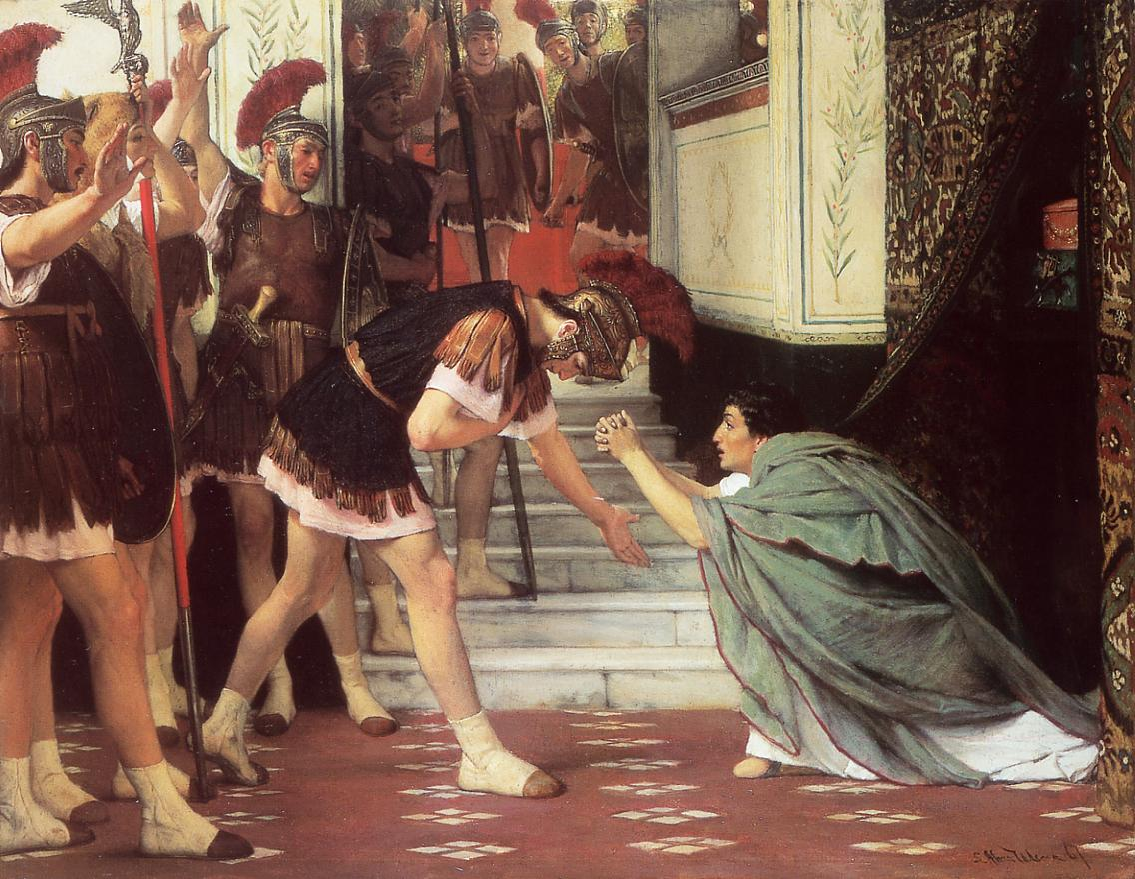
Claudius este proclamat împărat

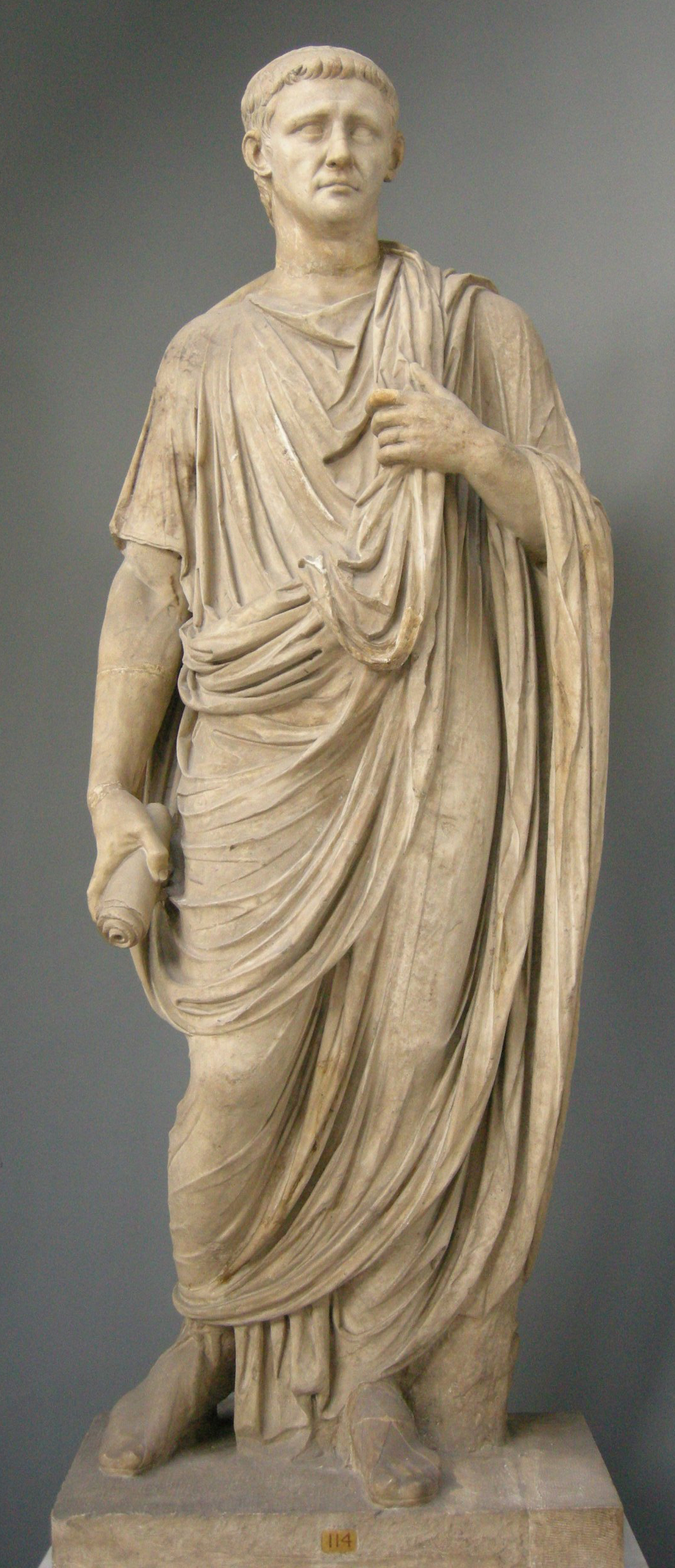
Statuie

Moartea lui Caligula a provocat haos la Roma, iar Claudius, având 50 de ani, a fost numit împărat. Născut la Lyon, la 1 august 10 î.e.n., se trăgea din părinți nobili, tatăl sau Drusus fiind fiul Liviei, soția lui Augustus, iar mama sa, Antonia, era fiica lui Marc Antoniu. Era ținut de departe de ochii lumii, fiind infirm. Se mișcă spasmodic, vorbea cu dificultate și-i curgea salivă, având paralizie cerebrală, neafectându-i facultățile mintale. A fost numit senator și consul de Caligula, fiind scos din obscuritate. 
Mama sa îl caracteriza că fiind un monstru de om și nu-l iubea. Claudius se consola cu băutură, jocurile de noroc și femeile. Studia istoria și a scris cărți despre istoria etruscă și cartagineză, cât și o autobiografie. 

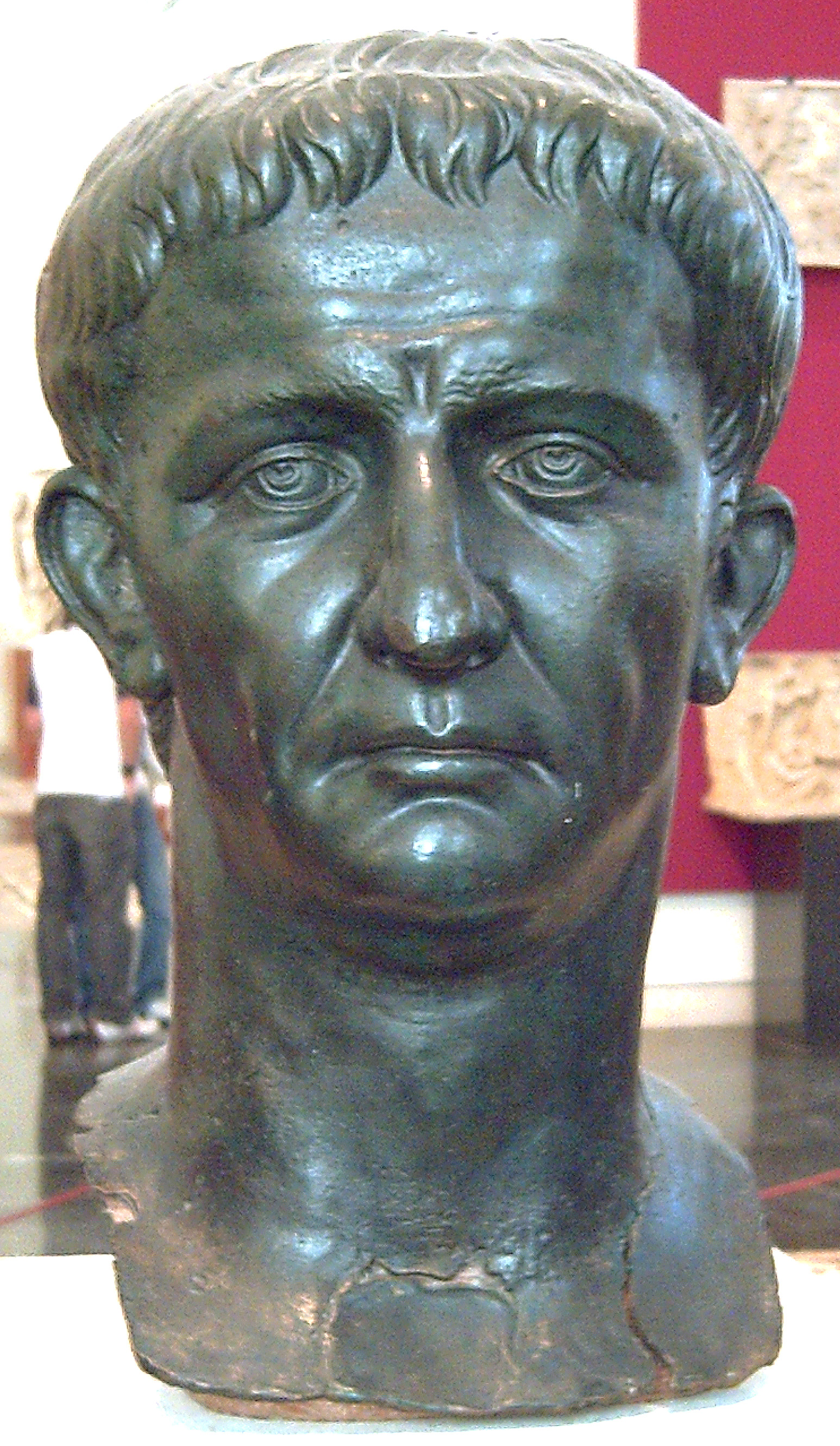
Bust

S-a ocupat de asasinii lui Caligula, răzbunând-se pe Cassius Chaerea, instigatorul, și pe Iulius Lupus, ucigașul lui Caesonia. Sabinus a fost eliberat, dar s-a sinucis imediat, din loialitate față de tovarășii săi de complot. 
Claudius a luat măsuri de precauție că să nu sfârșească la fel că predecesorul său. A câștigat adeziunea populară prin anularea proceselor pentru trădare, a ars dosarele penale, a distrus mari cantități de otrăvuri ale lui Caligula, a retrocedat multe dintre bunurile confiscate de Caligula și a abrogat legislația acestuia privind moștenirile lăsate împăratului. Nici unul dintre vizitatori împăratului nu aveau voie să poarte arme în prezența să. Aceste măsuri nu-i ofereau protecție completă, Claudius fiind țintă multor tentative de asasinat.
La o audiență publică a împăratului, s-a descoperit că Gnaeus Nonius, un cavaler roman, avea un pumnal. Claudius a mai fost atacat cu un cuțit de vânătoare în apropierea Templului lui Marte. Frica l-a împins să acționeze rapid și fără milă de câte ori își simțea viață amenințată. 35 de senatori și 300 de cavaleri au fost executați, mulți dintre ei căzând victime ale soțiilor și liberților împăratului, care profitau de frică acestuia pentru a-l manipula. Appius Silanus, rechemat din Spania pentru a se căsători cu Comitia Lepida, a fost executat după ce Claudius l-a acuzat că încerca să-l ucidă. Un zvon afirmă că Appius a refuzat să împartă a așternutul cu Messalina, punându-i la cale moartea din răzbunare. 
La scurt timp după răscoala guvernatorului Dalmației, mulți senatori au fost dovediți vinovați și executați. 
Mesallina amplifică temerile și slăbiciunile lui Claudius și l-a manipulat, exterminându-și rivalii, printre care câțiva senatori cărora le-a adus acuzații mincinoase, și Iulia Livilla, sora lui Caligula. A avut amanți atât senatori importanți, fie actori, iar Claudius fie ignoră, fie tolera.
În 48, Messalina s-a căsătorit cu Caius Silisu, ibovnic, când Claudius aducea sacrificii zeilor la Ostia. La aflarea veștii, crezând că se pregătea o lovitură de stat, Claudius, cu ajutorul secretarului sau, Narcissus, a ordonat executarea celor doi. Claudius a mai avut o logodnica și trei soții: Aemilia Lepida, cu care a întrerupt logodnă; Livia Medullina care a murit în noaptea nunții; Plautia Urgulantilla de care a divorțat pe motiv de adulter și Aelia Paetina, de care a divorțat. A avut patru copii : Claudius Drusus care s-a înecat cu o pară, Claudia, care a fost dezmoștenită când era copila, Antonia, Britannicus, fiul Messalinei, care a fost neglijat de împărat în urmă complotului soției sale.
Demnitarii cei mai influenți erau liberti imperiali, foști sclavi, cu Narcissus, secretarul-șef; Pallas - conducătorul cabinetului de finanțe; Callistus - șeful cancelariei. 
A pus accent pe centralizare și a evitat un conflict deschis cu senatul, s-a interesat de justiție și finanțe, fiind prezent zilnic în curțile de judecată, soluționând procese. Dădea sentințe imprevizibile ca rod al capriciilor. Era mare amator de lupte dintre gladiatori, cunoscut pentru cruzimea și setea lui de sânge. Făcea glume proaste în public, iar în anul 47 a organizat Jocurile Seculare, care marcau a 800 aniversare de la întemeierea Romei.

A terminat de construit două apeducte: Aqua Claudia, de 69 de km, și Anio Novus, de 87 km. A înfruntat problema aprovizionării cu grâne și furia mulțimii înfometate în for, fiind salvat de garda imperială. A inițiat două proiecte uriașe de inginerie civilă: a drenat lacul Fucine pentru a obține mai mult pământ arabil, a oferit de muncă la 30 000 de bărbați, timp de 11 ani și a construit un nou port cu apă adâncă, Portus, la gură de vărsare a Tibrului, lângă Ostia, pentru că grânele să fie aduse mai repede când anterior, grânele erau aduse pe ambarcațiuni mici în portul Puteoli.
A încredințat comandă forțelor de invazie a Britaniei lui Aulus Plautius. Claudius s-a deplasat în Galia s ia stabilit un cap de pod sigur, petrecând 16 zile pe insulă. După o   scurtă ședere în Britania, Claudius s-a întors la Roma, organizând un triumf magnific. 
A purtat războaie în Mauretania și Crimeea, în Armenia și la Rin. A anexat Britania, Tracia, Licia, Mauretania și Noricum. A acordat cetățenie romană multor locuitori din provincii. I-a acceptat pe unii conducători gali în senat. 

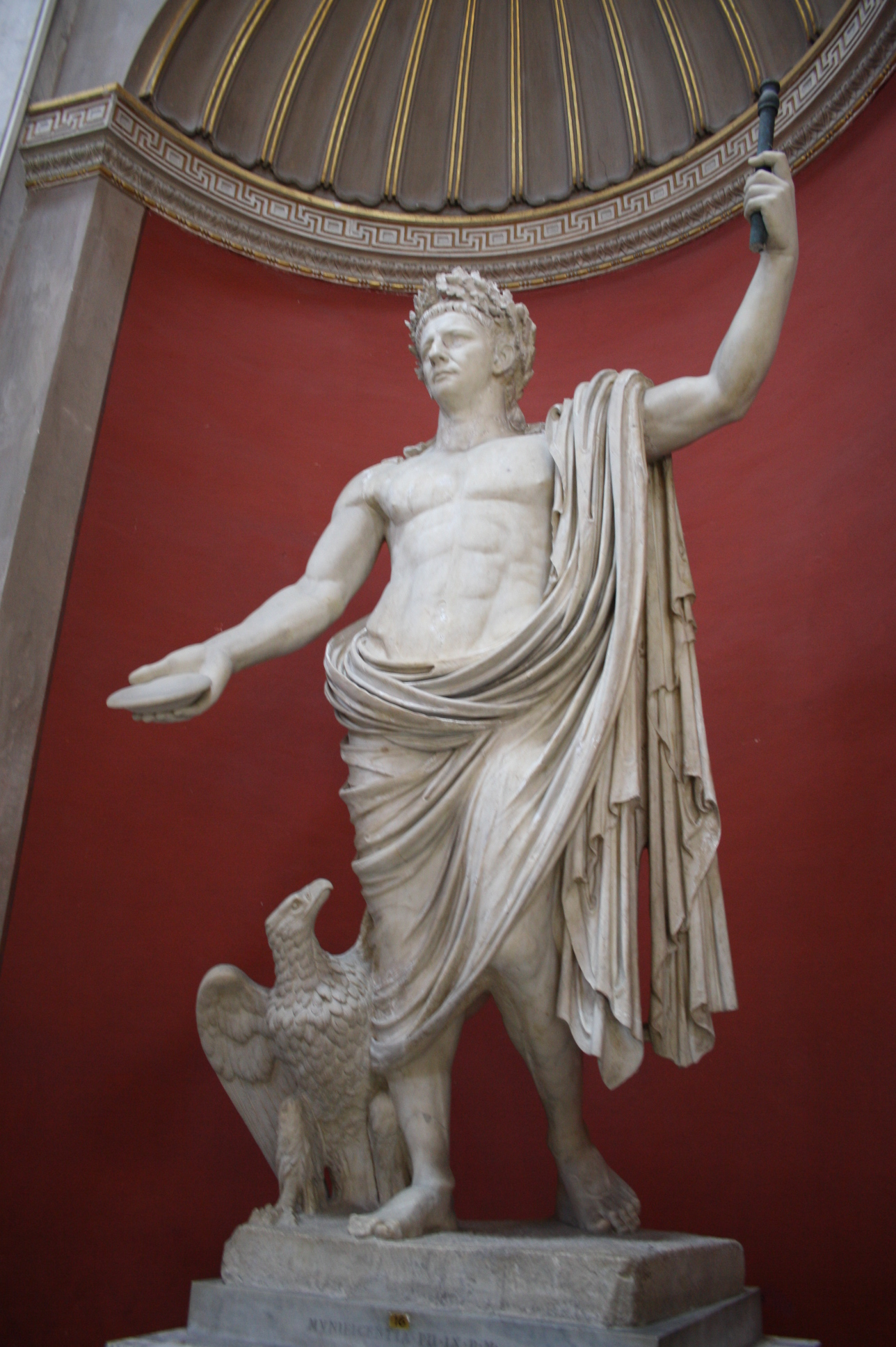
Claudius portretizat ca Iuppiter

În 49, s-a însurat cu sora mai mică a lui Caligula, Agrippina, care s-a dovedit a fi o tânără puternică și intrigantă. În anul 50, ea și cu Pallas l-au convins pe Claudius să-l adopte pe Lucius Domitius Ahenobarbus-Nero, că moștenitor, primind și titlul de Princeps Iuventutis. Agrippina i-a concediat pe Lusius Geta și pe Rufrius Crispinus, perfecții pretorului, înlocuindu-i cu doculul Afranisu Burrus. 
Agrippina a decis să-l ucidă pe împărat, și așa grav bolnav, pentru a-i asigura tronul fiului ei, Nero, și a contactat-o pe Locustă, expertă în otrăvuri. Halostus, degustătorul bucatelor împărătești, a picurat otravă pe o ciupercă, iar gurmandul Claudius a înfulecat-o. A început să aibă diaree, iar Agrippina , că să se asigure, l-a pus pe medic să-i administreze o a două doză de otravă, cu ajutorul unei pene pe care i-a introdus-o în gât că să-i stimuleze vomă. 
Claudius a murit în noaptea 12-13 octombrie 54, lăsându-și fiul vitreg, Nero, să preia tronul. Câțiva ani mai târziu, a declarat la un banchet "ca pentru Claudius, ciupercile erau mâncarea zeilor, astfel, Claudius a devenit zeu prin intermediul unei ciuperci.